# Avicularia
Avicularia  (лат.) — род пауков семейства птицеедов (Theraphosidae). Обитают в тропическом регионе Южной Америки. Все виды этого рода имеют узнаваемые розовые кончики ног.

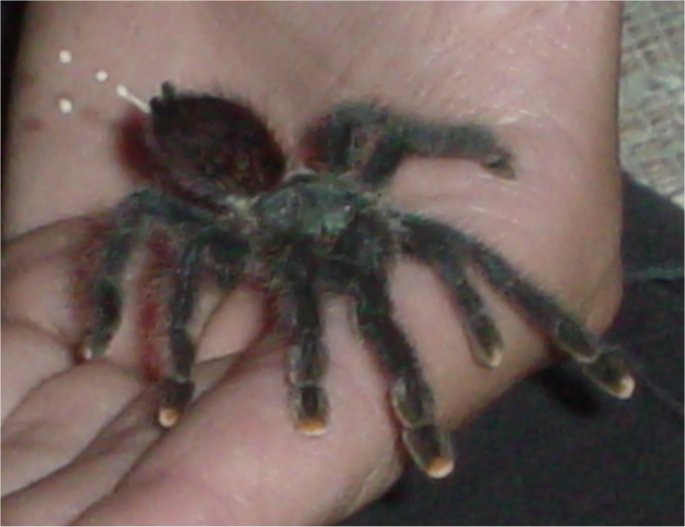
Экземпляр avicularia выбрасывает струю экскрементов в качестве защиты.

Одна из наиболее примечательных черт видов Avicularia заключается в странном методе обороны. Будучи испуганными, они бросаются бежать прочь так быстро, как только могут. При этом они выстреливают струю экскрементов в направлении угрозы. Взрослые особи способны стрелять достаточно точно и на расстояние 0,5—1 м.

## Фото

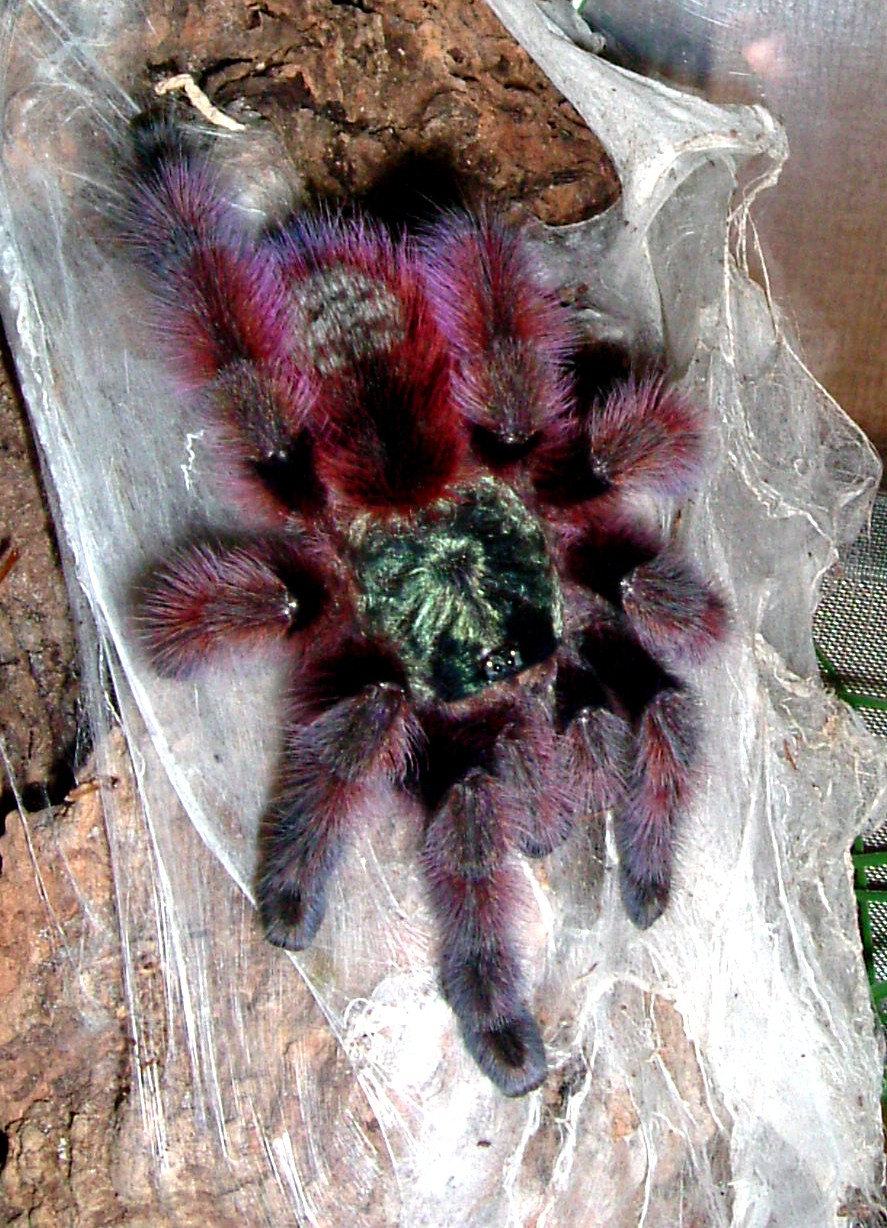
Avicularia versicolor. Взрослая окраска.
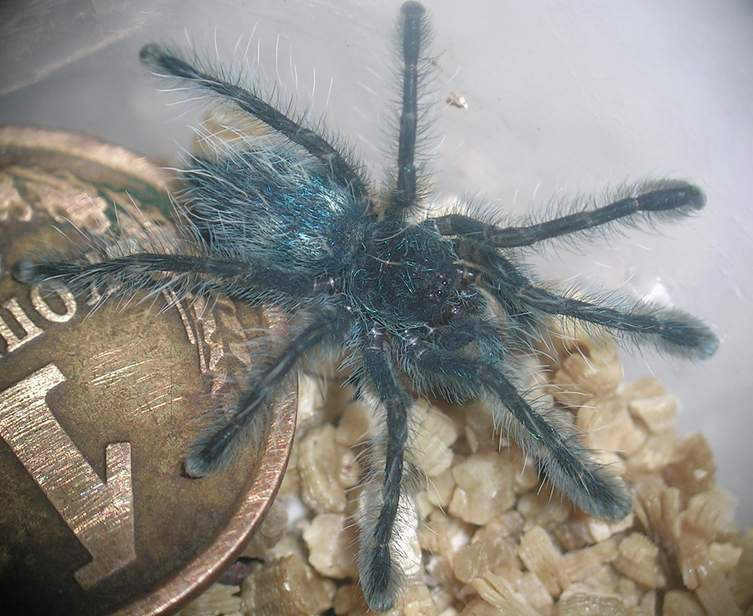
Avicularia versicolor первой линьки. Подростковая окраска.
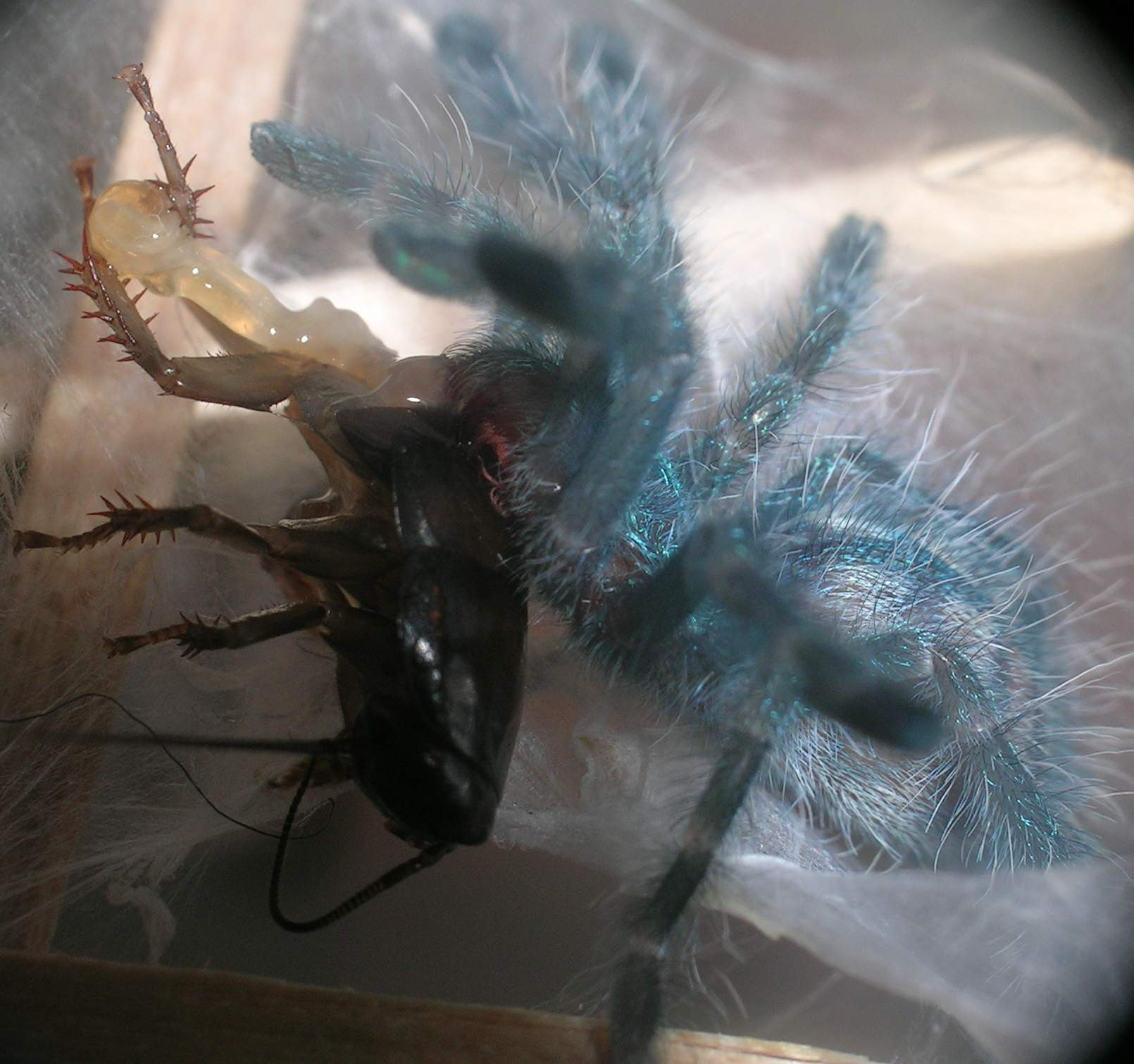
Avicularia versicolor третьей линьки. Ест голову мраморного таракана.